# ラファエル・ソリアーノ (投手)
ラファエル・ソリアーノ（Rafael Soriano, 1979年12月19日 - ）は、ドミニカ共和国・サン・ホセ・デ・オコア州サン・ホセ・デ・オコア出身の元プロ野球選手（投手）。右投右打。

## 経歴

### マリナーズ時代
1996年8月30日にシアトル・マリナーズと契約金5,000ドルで外野手として契約した。この時、マリナーズのスカウトをしていたラモン・デロスサントスはソリアーノのプレイを20分見ただけで獲得を決めた。
1997年はルーキー級アリゾナリーグ・マリナーズで38試合に出場し、12打点7盗塁、打率.269だった。
1998年はルーキー級アリゾナリーグで32試合に出場し、6打点5盗塁、打率.167だった。
1999年から投手へ転向。A-級エバレット・アクアソックスで14試合に登板し、5勝4敗、防御率3.11だった。
2000年はA級ウィスコンシン・ティンバーラトラーズで21試合に登板し、8勝4敗、防御率2.87だった。
2001年はA+級サンバーナディーノ・スタンピードとAA級サンアントニオ・ミッションズでプレー。AA級では8試合に登板し、2勝2敗、防御率3.35だった。
2002年のシーズン前にベースボール・アメリカが選ぶ注目の若手30人に選ばれたが、ビザが下りず3か月入国できなかった。AA級サンアントニオで開幕を迎え、5月8日にメジャーへ昇格。5月10日のボストン・レッドソックス戦でメジャーデビューを果たし、同試合で初セーブを記録する。その後は先発ローテーション入りするも、勝利を挙げることなかった。この年は10試合に登板し、0勝3敗1セーブ、防御率4.56だった。
2003年は中継ぎとして40試合に登板。3勝0敗、防御率1.53だった。
2004年5月11日に右肘の故障で15日間の故障者リスト入りし、8月17日にトミー・ジョン手術を行った。この年は故障で6試合の登板にとどまり、0勝3敗、防御率13.50だった。オフの10月4日に故障者リストから外れた。
2005年4月1日に前年の手術の影響で60日間の故障者リスト入りした。9月5日に故障者リストから外れた。復帰後は7試合に登板し、0勝0敗、防御率2.45だった。
2006年は開幕ロースター入りしたが、7月29日に右肩の故障で15日間の故障者リスト入りした。8月4日に復帰した。8月29日のロサンゼルス・エンゼルス・オブ・アナハイム戦でブラディミール・ゲレーロの打球が頭部に直撃し入院、翌日の午後には退院した。しかし脳震盪と診断され、残りの30試合を欠場した。この年は53試合に登板し、1勝2敗2セーブ、防御率2.255だった。

### ブレーブス時代
2006年12月7日にホラシオ・ラミレスとの交換トレードでアトランタ・ブレーブスへ移籍した。
2007年はボブ・ウィックマンにつなぐセットアッパーとして、8月にウィックマンがDFAとなった後はクローザーを務めた。9月20日にはダン・アグラに報復死球を当てたとして4試合の出場停止処分を受けたが、異議申し立ての結果2試合に軽減された。この年は71試合に登板し、3勝3敗9セーブ、防御率3.00だった。
2008年1月24日にブレーブスと総額900万ドルの2年契約に合意。しかし2008年シーズンは右肘痛の為に3度故障者リストに入り、8月28日に右肘の手術を受けてこの年はわずか14試合の登板に終わった。
2009年はマイク・ゴンザレスとの左右のWストッパーを務め、自己最多の77試合に登板。1勝6敗27セーブ、防御率2.97だった。オフの11月6日にFAとなったが、12月7日にブレーブスと再契約した。

### レイズ時代
2009年12月11日にジェシー・チャベスとのトレードで、タンパベイ・レイズへ移籍した。
2010年5月21日にはDHL デリバリー・マン・オブ・ザ・マンスを受賞し、7月にも受賞した。1シーズンに2度受賞したことは史上初だった。7月には、マリアノ・リベラの代役としてオールスターに初選出された。8月にDHL デリバリー・マン・オブ・ザ・マンスを再び連続受賞し、トレバー・ホフマン、ジョー・ネイサンに次いで史上3人目となる3度目の受賞となった。8月23日のロサンゼルス・エンゼルス・オブ・アナハイム戦では、対戦した3人の打者を三球三振で抑える「イマキュレイト・イニング」を達成した。これは1990年以降でアメリカンリーグの投手として15人目、イマキュレイト・イニングでセーブを挙げたのは史上6人目の記録となった。オフのサイヤング賞の投票では8位に入った。この年は64試合に登板し、3勝2敗、リーグトップとなる45セーブ、防御率1.73だった。オフの11月1日にFAとなった。

### ヤンキース時代

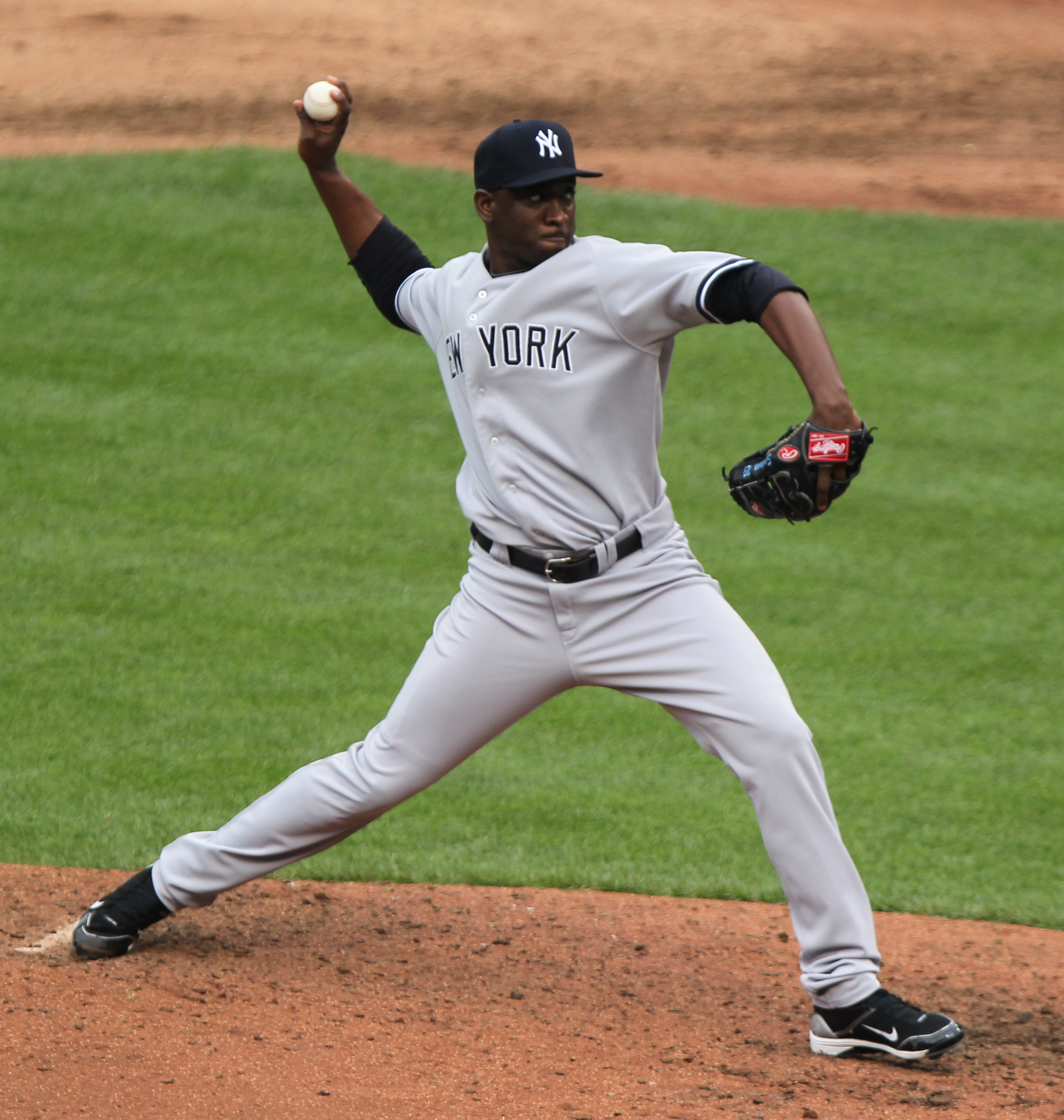
ヤンキース時代(2011年9月8日)

2011年1月18日にニューヨーク・ヤンキースと総額3500万ドルの3年契約を結んだ。ヤンキースにはマリアノ・リベラという不動のクローザーがおり、基本的にはセットアッパーとしての獲得とされた。しかし中継ぎとしては破格の巨額契約であり、オーナーのハル・スタインブレナーの独断で決定されたもので、代理人のスコット・ボラスの手腕の賜物とも言われたが、GMのブライアン・キャッシュマンがメディアに不満を滲ませるほどだった。開幕ロースター入りしたが、5月17日に右肘の故障で15日間の故障者リスト入りし、6月15日に60日間の故障者リストへ異動した。7月29日に復帰。この年は42試合に登板し、2勝3敗、防御率4.12だった。
2012年はシーズン早々に負傷した守護神マリアノ・リベラに代わるクローザーとして69試合に登板し、2勝1敗、42セーブ、防御率2.26だった。オフの10月31日に翌年分の契約を破棄(Opt-out)した上でFAとなり、11月2日にはヤンキースがクオリファイング・オファー(単年1330万ドル)を提示したが、11月9日に拒否した。

### ナショナルズ時代
2013年1月17日にワシントン・ナショナルズと総額2800万ドルの2年契約（2015年・1400万ドルの球団オプション付き）に合意した。この年は、チームのクローザーとして、68試合に登板し、3勝3敗43セーブ、防御率3.11だった。
2014年オフには球団オプション行使の条件（2年で120の交代完了）を満たせず（2年で106）、FAとなった。

### カブス時代
2015年シーズンが開幕しても所属先が決まらず、5月にはスコット・ボラスとの代理人契約を解除し、オクタゴン・ベースボールのアラン・ニーロに切り替えた。6月9日にシカゴ・カブスとマイナー契約を結び、AA級テネシー・スモーキーズに所属した。7月17日にAAA級アイオワ・カブスに昇格した。7月20日にメジャー契約となり25人枠入りしたが、6試合の登板で4失点を喫する。9月1日にDFAとなり、4日に自由契約となる。オフはドミニカ共和国のウィンターリーグに出場した。

### ブルージェイズ傘下時代
2016年2月28日、トロント・ブルージェイズとマイナー契約を結び、同年のスプリングトレーニングに招待選手として参加することになった。しかし3月20日に引退を表明した。

## 選手としての特徴
91-94mphの4シームを軸に、スライダーを織り交ぜる。クローザーとして試合を締めると、十字を切った後、ユニフォームのシャツの裾をズボンの外に出す（untucked）という癖があった。

## 詳細情報

### 年度別投手成績
| 年 度     | 球 団     | 登 板 | 先 発 | 完 投 | 完 封 | 無 四 球 | 勝 利 | 敗 戦 | セ 丨 ブ | ホ 丨 ル ド | 勝 率 | 打 者 | 投 球 回 | 被 安 打 | 被 本 塁 打 | 与 四 球 | 敬 遠 | 与 死 球 | 奪 三 振 | 暴 投 | ボ 丨 ク | 失 点 | 自 責 点 | 防 御 率 | W H I P |
| --------- | --------- | ----- | ----- | ----- | ----- | -------- | ----- | ----- | -------- | ----------- | ----- | ----- | -------- | -------- | ----------- | -------- | ----- | -------- | -------- | ----- | -------- | ----- | -------- | -------- | ------- |
| 2002      | SEA       | 10    | 8     | 0     | 0     | 0        | 0     | 3     | 1        | 0           | .000  | 202   | 47.1     | 45       | 8           | 16       | 1     | 0        | 32       | 2     | 0        | 25    | 24       | 4.56     | 1.29    |
| 2003      | SEA       | 40    | 0     | 0     | 0     | 0        | 3     | 0     | 1        | 5           | 1.000 | 201   | 53.0     | 30       | 2           | 12       | 1     | 3        | 68       | 0     | 0        | 9     | 9        | 1.53     | 0.79    |
| 2004      | SEA       | 6     | 0     | 0     | 0     | 0        | 0     | 3     | 0        | 0           | .000  | 23    | 3.1      | 9        | 0           | 3        | 0     | 0        | 3        | 0     | 0        | 6     | 5        | 13.50    | 3.60    |
| 2005      | SEA       | 7     | 0     | 0     | 0     | 0        | 0     | 0     | 0        | 1           | ----  | 30    | 7.1      | 6        | 0           | 1        | 0     | 1        | 9        | 0     | 0        | 2     | 2        | 2.45     | 0.96    |
| 2006      | SEA       | 53    | 0     | 0     | 0     | 0        | 1     | 2     | 2        | 18          | .333  | 241   | 60.0     | 44       | 6           | 21       | 0     | 2        | 65       | 2     | 0        | 15    | 15       | 2.25     | 1.08    |
| 2007      | ATL       | 71    | 0     | 0     | 0     | 0        | 3     | 3     | 9        | 19          | .500  | 276   | 72.0     | 47       | 12          | 15       | 2     | 2        | 70       | 0     | 0        | 26    | 24       | 3.00     | 0.86    |
| 2008      | ATL       | 14    | 0     | 0     | 0     | 0        | 0     | 1     | 3        | 0           | .000  | 57    | 14.0     | 7        | 1           | 9        | 2     | 1        | 16       | 1     | 0        | 5     | 4        | 2.57     | 1.14    |
| 2009      | ATL       | 77    | 0     | 0     | 0     | 0        | 1     | 6     | 27       | 6           | .143  | 307   | 75.2     | 53       | 6           | 27       | 4     | 1        | 102      | 0     | 0        | 25    | 25       | 2.97     | 1.06    |
| 2010      | TB        | 64    | 0     | 0     | 0     | 0        | 3     | 2     | 45       | 0           | .600  | 237   | 62.1     | 36       | 4           | 14       | 2     | 1        | 57       | 0     | 0        | 14    | 12       | 1.73     | 0.80    |
| 2011      | NYY       | 42    | 0     | 0     | 0     | 0        | 2     | 3     | 2        | 23          | .400  | 164   | 39.1     | 33       | 4           | 18       | 2     | 1        | 36       | 0     | 0        | 18    | 18       | 4.12     | 1.30    |
| 2012      | NYY       | 69    | 0     | 0     | 0     | 0        | 2     | 1     | 42       | 4           | .667  | 279   | 67.2     | 55       | 6           | 24       | 4     | 1        | 69       | 3     | 0        | 17    | 17       | 2.26     | 1.17    |
| 2013      | WSH       | 68    | 0     | 0     | 0     | 0        | 3     | 3     | 43       | 0           | .500  | 277   | 66.2     | 65       | 7           | 17       | 2     | 0        | 51       | 3     | 0        | 24    | 23       | 3.11     | 1.23    |
| 2014      | WSH       | 64    | 0     | 0     | 0     | 0        | 4     | 1     | 32       | 0           | .800  | 252   | 62.0     | 51       | 4           | 19       | 0     | 2        | 59       | 2     | 0        | 23    | 22       | 3.19     | 1.13    |
| 2015      | CHC       | 6     | 0     | 0     | 0     | 0        | 2     | 0     | 0        | 0           | 1.000 | 25    | 5.2      | 8        | 2           | 1        | 0     | 0        | 4        | 0     | 0        | 4     | 4        | 6.35     | 1.59    |
| MLB：14年 | MLB：14年 | 591   | 8     | 0     | 0     | 0        | 24    | 28    | 207      | 76          | .462  | 2571  | 626.1    | 489      | 62          | 197      | 20    | 15       | 641      | 13    | 0        | 213   | 204      | 2.89     | 1.08    |

- 各年度の太字はリーグ最高

### タイトル
- 最多セーブ投手 1回：2010年
- 最優秀救援投手 1回：2010年

### 表彰
- ローレイズ・リリーフマン賞 1回：2010年
- DHL デリバリー・マン・オブ・ザ・マンス 3回：2010年5月、7月、8月

### 記録
- MLBオールスターゲーム選出 1回：2010年

### 背番号
- 39 (2002年 - 2009年)
- 29 (2010年 - 2015年)